# 李溥光
李溥光（？—？），又称普光，字玄晖，号雪庵。山西大同人。元代高僧，书法家。

## 简介
生卒年待考。喜讀書，早年出家。還俗後官至昭文馆大学士。工書法，以楷书大字名于世。溥光以為書法易生“八病”：一、牛头；二、鼠尾；三、蜂腰；四、鹤膝；五、竹节；六、棱角；七、折木；八、柴担。著有《雪庵八法》。